# Ctenoplusia caudata
Ctenoplusia caudata är en fjärilsart som beskrevs av William Schaus 1906. Ctenoplusia caudata ingår i släktet Ctenoplusia och familjen nattflyn. Inga underarter finns listade i Catalogue of Life.